# بوجينسي
بوجينسي هي بحيرة صغيرة بالقرب من واندليتس في ولاية براندنبورغ الألمانية، وتقع على بعد حوالي 15 كيلومتر (9.3 ميل) شمال حدود مدينة برلين.

## نبذة
تقع البحيرة ذات الشكل البيضاوي، وهي من مخلفات العصر الجليدي الأخير، على هضبة بارنيم وجزء من منتزه بارنيم الطبيعي. وتبلغ مساحتها حوالي 9,200 متر مربع (99,000 قدم2)، والقياسات هي 180 متر (590 قدم) في العرض (من الغرب إلى الشرق) و 300 متر (980 قدم) في الطول (من الجنوب إلى الشمال). أقصى عمق مُعطى بـ 2.5 متر (8.2 قدم).  استحوذت مدينة برلين على العقارات المحيطة بقصر لانكي في العام 1919. ولا توجد مبانٍ أو ممرات أو شواطئ مباشرة على ضفاف البحيرة.

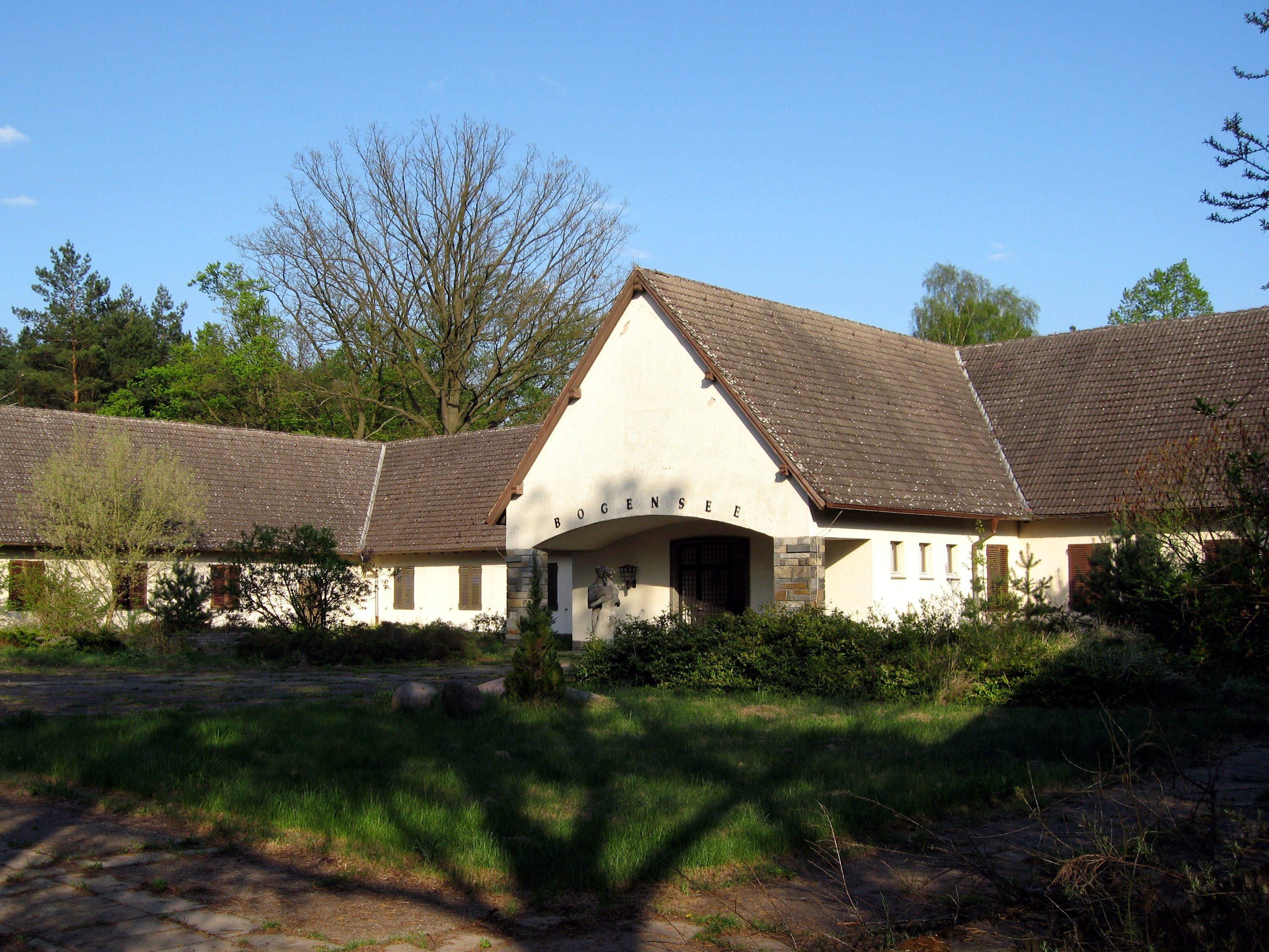
منزل ريفي في بوجينسي ، حالة 2008

تشتهر بوجينسي بتواجد الملاذ الصيفي السابق فيها، القريب للوزير النازي جوزيف جوبلز، والذي يقع على بعد حوِالي 500 متر (1,600 قدم) شمال غرب الشاطئ. تم تخصيص المبنى لـجوبلز من قبل إدارة مدينة برلين بمناسبة عيد ميلاده التاسع وِالثلاثين في العام 1936؛ كان لديه منزل رِيفي ممتد أقيم في الموقع حتى عام 1939، بما في ذلك سينما خاصة ومخبأ وثكنات SS مجاوِرة. بتموِيل مشترك من قبل شركة UFA للأفلام، أصبح المبنى مكانًا شهيرًا لممثلي الأفلام مثل Zarah Leander و Emil Jannings و Heinz Rühmann .
استوِلت الإدارة العسكرية السوفيتية مؤِقتًا على المنزل الريفي السابق بعد الحرب العالمية الثانية، وِتم إدراجه في الأكاديمية المنشأة حديثًا لجمعية شباب ألمانيا الشرقية الحرة (FDJ). تم إنشاء مجمع بناء واسع من عام 1951 فصاعدًا، وفقًا للخطط التي صممها هيرمان هينسلمان بأسلوِب ستاليني. منذ إعادة توحيد ألمانيا في عام 1990، كانت معظم المباني فارغة. اعتبارًا من العام 2018، ظل العقار شاغراً لمدة عقدين من الزمن. 

## روابط خارجية
- للبيع: الفيلا التي أغوى فيها غوبلز نجيماته النازية - التلغراف ، 14 يونيو 2014.